# Малые Ачасыры
Малые Ачасы́ры (тат. Кече Ачасыр) — деревня на правобережной, Нагорной стороне Зеленодольского района Республики Татарстан. Входит в Нижнеураспугинское сельское поселение.

## География
Расположено на реке Армянке, левом притоке реки Бува (бассейн Свияги), в 26 км к юго-западу от города Зеленодольска.

## Этимология
Название происходит с чувашского языка как "Кĕçĕн Ачасăри" в переводе как "Младшая Бездетная" деревня, основанная выходцами из Больших Ачасары как выселки.

## История
Известна со времён Казанского ханства.
В XVIII — первой половине XIX века жители относились к сословию государственных крестьян (из бывших ясачных татар); около 50 % числились крещёными. Основные занятия жителей в этот период — земледелие и разведение скота.
Мусульманский приход возник не позднее конца XVIII века.
Согласно «Спискам населённых мест Российской империи» по состоянию на 1859 год в казённой деревне Малые Ачасыры: 72 двора крестьян, население — 170 душ мужского пола и 177 женского, всего — 347 человек. Здание мечети.
По сведениям переписи 1897 года, в деревне Малые Ачасары Свияжского уезда Казанской губернии проживали 498 человек (247 мужчин, 251 женщина), все мусульмане.
В начале XX века также действовали медресе, 3 ветряные мельницы, 2 мелочные лавки. В этот период земельный надел сельской общины составлял 504,5 десятины.
В 1912 году вместо мечети, построенной в 1887 году, возведена новая.
До 1920 года деревня входила в Косяковскую волость Свияжского уезда Казанской губернии. С 1920 года в составе Свияжского кантона ТАССР. С 14 февраля 1927 года в Нурлат-Ачасырском, с 1 августа 1927 года в Нурлатском, с 1 февраля 1963 года в Зеленодольском районах.
В 1930 году в деревне организован колхоз «Татарстан», с 1994 года коллективное предприятие, с 1999 года сельскохозяйственный производственный кооператив им. Тукая, с 2003 года в составе подразделения акционерного общества «Красный Восток Агро» (полеводство).

## Население
| 1782 | 1859 | 1897 | 1908 | 1920 | 1926 | 1938 | 1949 | 1958 | 1970 | 1979 | 1989 | 2002 | 2010 | 2018 |
| ---- | ---- | ---- | ---- | ---- | ---- | ---- | ---- | ---- | ---- | ---- | ---- | ---- | ---- | ---- |
| 103  | 341  | 573  | 749  | 751  | 745  | 728  | 440  | 274  | 290  | 257  | 147  | 113  | 70   | 58   |

Национальный состав села — татары.

## Инфраструктура
Действует фельдшерско-акушерский пункт (с 1987 г.).

## Религия
Мечеть «Муршида» (с 2017 г.).